# Maria Bouwman
Maria Bouwman (1996)  is een Nederlandse onderzoeksjournalist bij EW.
Na het Stedelijk Gymnasium Johan van Oldenbarnevelt studeeerde ze Privaatrecht aan de Universiteit Utrecht en Encyclopedie en Filosofie van het Recht aan de Universiteit Leiden. Aanvullend volgden studies data- en onderzoeksjournalistiek aan de Hogeschool Utrecht. Bij haar master rechten werden twee van haar scripties genomineerd voor de Molengraaff Scriptieprijs.
Na een periode als docent-onderzoeker aan de Vrije Universiteit Amsterdam werkte Bouman als advocaat gespecialiseerd in het milieurecht, voor overheid en bedrijfsleven. Na als journalist te hebben gewerkt voor het journalistieke jongerenpodium RedPers. werkte ze als onderzoeksjournalist Binnenlands Bestuur en als freelancer voor het Nederlands Dagblad. Sinds 2024 is zij economieredacteur Onze Overheid bij EW.

## Erkenning
Met Alexander Dommerholt en Aaldert van Soest van het tijdschrift Binnenlands Bestuur won ze De Tegel 2024 in de categorie Nieuws. Hun artikelenserie “Woningzoekenden de dupe van bezwaarmakende burger. ‘Omwonenden accepteren steeds minder'” was de bekroning voor hun onthullingen over vertragingen in de woningbouw.